# Onciurosoma affine
Onciurosoma affine är en mångfotingart som beskrevs av Sergei I. Golovatch 1992. Onciurosoma affine ingår i släktet Onciurosoma och familjen orangeridubbelfotingar. Inga underarter finns listade i Catalogue of Life.